# 特爾古特羅圖什鄉

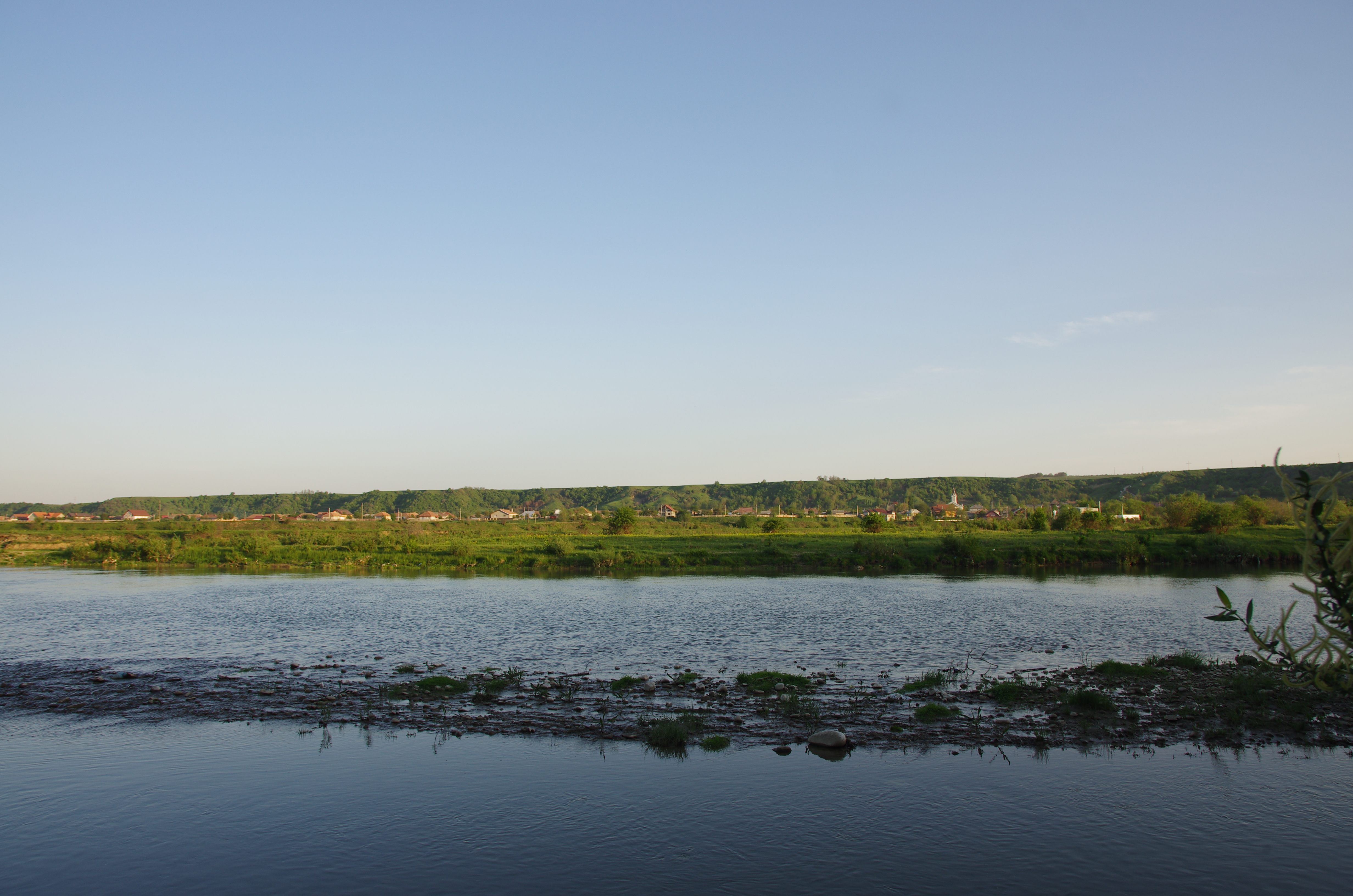

46°16′N 26°40′E / 46.267°N 26.667°E
特爾古特羅圖什鄉（羅馬尼亞語：Comuna Târgu Trotuș, Bacău），是羅馬尼亞的鄉份，位於該國東北部，由巴克烏縣負責管轄，面積32平方公里，海拔高度237米，2007年人口5,598，人口密度每平方公里174人。